# Vol Bond Offshore Helicopters 85N
 (avril 2025).
Le 1er avril 2009, peu avant 14h00, le vol Bond Offshore Helicopters 85N s'est écrasé en mer, à 20 km au nord-est de Peterhead, en Écosse, alors qu'il revient d'une plate-forme pétrolière de la compagnie BP, située dans le champ pétrolifère Miller (en), à 240 km au nord-est de Peterhead, à la suite de la séparation du rotor principal en vol, causée par une défaillance de la boîte de transmission principale (BTP) de l'hélicoptère.
L'accident n'a laissé aucun survivant parmi les 16 personnes à bord de l'appareil. Le vol 85N été opéré par un Aérospatiale AS332L2 Super Puma, appartenant à Bond Offshore Helicopters (en), et supervisé par le commandant de bord Paul Burnham et le copilote Richard Menzies, tous deux travaillant pour Bond Offshore Helicopters. La plupart des passagers étaient des employés de KCA Deutag (en).
La compagnie a également subit un incident très similaire sur un Eurocopter EC225 Super Puma, qui a amerri en urgence en mer du Nord le 18 février 2009, au cour duquel les 18 personnes à bord ont été secourus.

## Recherche et récupération
La recherche des survivants ont été interrompues le soir du 2 avril, les sauveteurs admettant qu'il n'y avait aucune chance de retrouver quelqu'un en vie, et le navire de recherche sismique Vigilant est revenu à Peterhead le 4 avril. Les huit corps retrouvés quelques heures après le crash ont été transportés à Aberdeen, puis à la morgue de la police locale.
L'Air Accidents Investigation Branch (AAIB) a affrété le Vigilant pour son enquête initiale, qui est arrivé sur place le 3 avril, transportant un équipement sonar spécialisé pour localiser l'épave sur le fond marin. Aucun signal de la balise EPIRB n'a été signalé.
La police a déclaré le soir du 4 avril qu'elle avait identifié les huit corps initialement récupérés à la surface de la mer. Un deuxième navire, le navire de soutien à la plongée Bibby Topaz, a été affrété pour aider aux opérations de recherches et a quitté Peterhead le 4 avril, pour récupérer les huit corps restants qui n'ont pas été retrouvés à la surface, ainsi que l'épave et les enregistreurs de vol (FDR/CVR) du poste de pilotage.
L'épave du Super Puma a été localisée sur le fond marin, à une profondeur de 330 pieds (100 m), par le Bibby Topaz. Les huit corps restants ont été récupérés à l'intérieur du fuselage. Les données combinées des deux enregistreur ont été récupéré et envoyé au siège de l'AAIB à Farnborough pour analyse, ainsi que l'ensemble des débris de l'appareil.

## Enquête
L'AAIB a invité le Bureau d'Enquêtes et d'Analyses pour la sécurité de l'Aviation Civile (BEA), Eurocopter, l'Agence de l'Union européenne pour la sécurité aérienne (AESA) et la Civil Aviation Authority britannique (CAA) à participer à l'enquête.
Le 11 avril, l'AAIB a publié son rapport initial sur l'accident, dans lequel il indique que la cause immédiate de l'accident est une défaillance catastrophique au niveau de la boîte de transmission principale (BTP) du rotor principal de l'hélicoptère et le détachement consécutif de ce dernier. Trois recommandations de sécurité ont été formulées, la première étant que tous les hélicoptères de type Super Puma devraient faire l'objet de contrôles supplémentaires du train épicycloïdal de la boîte de transmission du rotor principal.
Le 17 avril, l'AAIB a publié un second rapport indiquant que des débris métalliques provenant de la boîte de transmission avaient été détectés durant les 34 heures de vol précédant l'accident du vol 85N. Cependant, aucun signe de défaillance naissante dans la boîte de transmission n'a été détecté. En réponse, l'AESA a ordonné une inspection « urgente » des boîtes de transmission de l'Aérospatiale AS332 Super Puma et de l'Eurocopter EC225 Super Puma. Les exploitants de ces deux modèles d'hélicoptère ont eu jusqu'au 24 avril pour terminer les inspections.
Le 16 juillet, l'AAIB a publié son bulletin spécial détaillant les avancées de l'enquête, notamment deux recommandations de sécurité supplémentaires demandant respectivement à l'AESA de réviser d'urgence le manuel de détection des particules magnétiques et d'inspection du train épicycloïdal.
Le 24 novembre 2011, l'AAIB a publié son rapport officiel. La cause principale de l'accident du vol 85N a été attribuée à la défaillance catastrophique de la boîte de transmission principale, à la suite d'une rupture par fatigue d'un des 2 arbres coaxiaux, dits « planétaires », situé dans le train épicycloïdal de la BTP, ce qui a entrainé sa destruction en vol et la séparation du rotor principal du reste de l'appareil.
De plus, l'enquête a permis d'identifié trois facteurs contributifs à cet accident:
- Les actions entreprises à la suite de la découverte d'une particule métallique sur le détecteur magnétique du module épicycloïdal le 25 mars 2009, soit 36 heures avant l'accident, ont fait que la présence de cette élément n'a pas été reconnue comme un indice de dégradation de l'arbres coaxial.

- Après le 25 mars 2009, les méthodes de détection existantes n'ont pas fourni d'indication supplémentaire sur la dégradation progressive de l'engrenage.

- L'anneau aimanté installé sur les boîtes de vitesses du rotor principal des AS332 et des EC225, a grandement réduit la probabilité de détecter des éléments métalliques libérés par l'usure du module épicycloïdal.

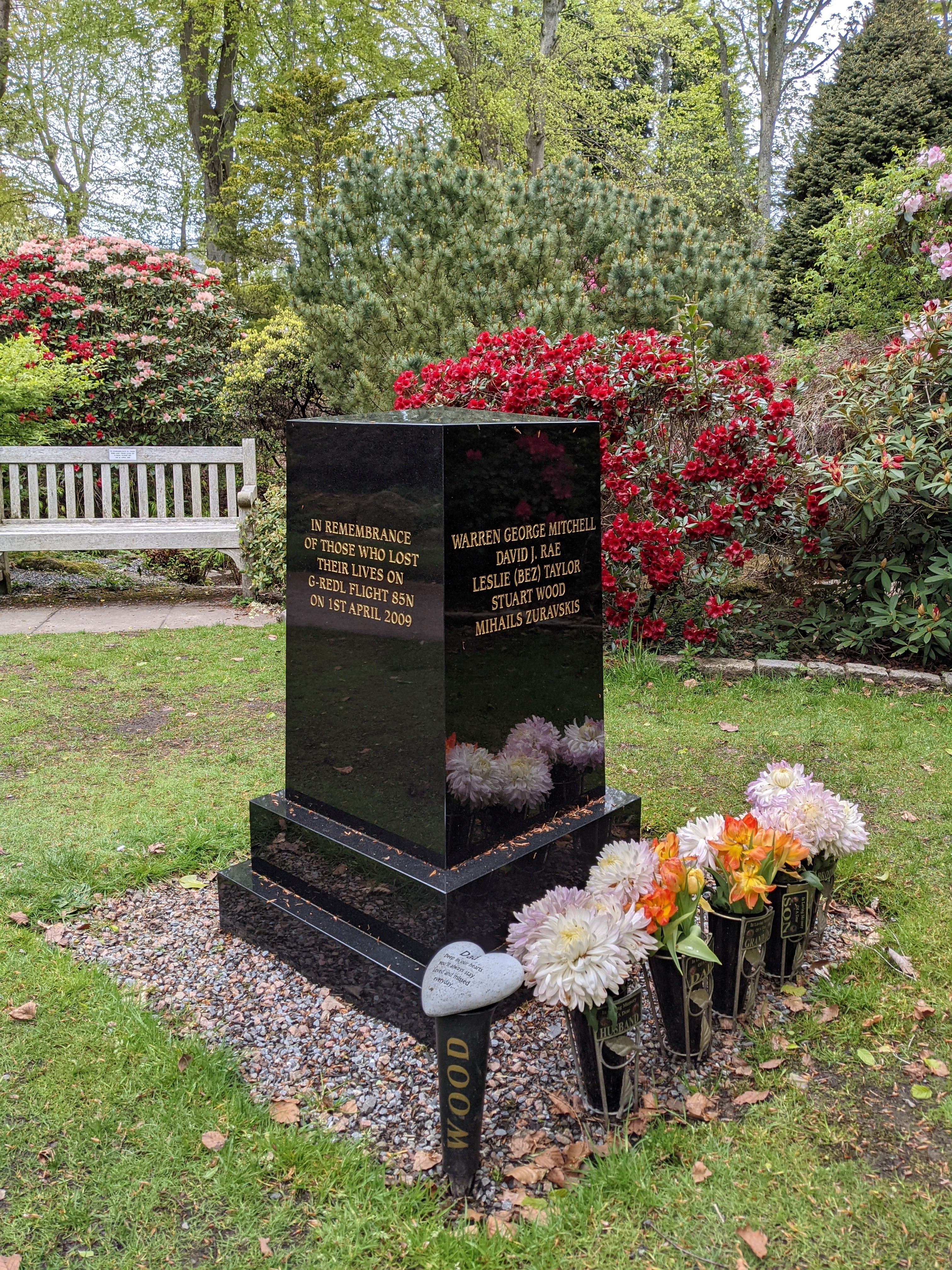
Mémorial dédié au victime du vol 85N, à, Aberdeen.

Dix-sept recommandations de sécurité ont été formulées à la suite de l'enquête sur le crash du vol 85N.
Le 13 mars 2014, une enquête officielle du gouvernement britannique a révélé que l'accident aurait pu être évité si les procédures de maintenance avaient été correctement suivies par la compagnie aérienne.